# شريف (اسم)
شَرِيفْ هو اسم علم مذكر من أصل عربي، وجاء الاسم على صيغة فعيل، ومعناه هو لارتفاع والعلو والمجد، الأشرف كذلك: الخفاش، القصر ذو الشرفات.

## شخصيات تحمل الاسم
شريف شيخ أحمد سياسي صومالي 
شريف جابر يوتيوبر ملحد مصري 

## وصلات خارجية
- موسوعة السلطان قابوس لأسماء العرب نسخة محفوظة 5 أبريل 2019 على موقع واي باك مشين.